# Begonia spilotophylla
Espèce
Begonia spilotophylla est une espèce de plantes de la famille des Begoniaceae.
L'espèce fait partie de la section Petermannia.
Elle a été décrite en 1876 par Ferdinand von Müller (1825-1896).

## Répartition géographique
Cette espèce est originaire du pays suivant : New Guinea.